# Arrival (album)
Arrival is een album uit 1976 van de Zweedse band ABBA. Het is het vierde album van de band. De teksten en de muziek werden geschreven door Benny en Björn. Hun manager Stig Anderson schreef ook mee aan enkele teksten. Hij kwam ook met de titel "Dancing Queen".

## Nummers

### A-kant
1. "When I Kissed The Teacher" (3:00)
2. "Dancing Queen" (3:50)
3. "My Love, My Life" (3:52)
4. "Dum Dum Diddle" (2:53)
5. "Knowing Me, Knowing You" (4:02)

### B-kant
1. "Money, Money, Money" (3:05)
2. "That's Me" (3:15)
3. "Why Did It Have To Be Me" (3:20)
4. "Tiger" (2:55)
5. "Arrival" (3:00)

Het LP album werd in Oost-Duitsland uitgebracht op het AMIGA label
onder de titel 'DANCING QUEEN' in plaats van 'ARRIVAL'.
De track B-1."Money, Money, Money" (3:05)
werd vervangen door 
1. "Bang-A-Boomerang" (3:02)

## Uitgebrachte singles
| Single met eventuele hitnotering(en) in de Nederlandse Top 40 | Datum van verschijnen | Datum van binnenkomst | Hoogste positie | Aantal weken | Opmerkingen                      |
| ------------------------------------------------------------- | --------------------- | --------------------- | --------------- | ------------ | -------------------------------- |
| Dancing Queen                                                 | 1976                  | 14-8-1976             | 1               | 14           | #1(7x) in de Nationale Hitparade |
| Dancing Queen                                                 | 1992                  | 12-9-1992             | 15              | 5            | #24 in de Nationale Hitparade    |
| Money, Money, Money                                           | 1976                  | 13-11-1976            | 1               | 12           | #1(2x) in de Nationale Hitparade |
| Knowing Me, Knowing You                                       | 1977                  | 26-2-1977             | 3               | 7            | #2 in de Nationale Hitparade     |

- Dancing Queen, dit nummer zong ABBA bij de huwelijksreceptie van de Zweedse koning Karel XVI Gustaaf in 1976 en met dit nummer scoorden ze een nummer 1-hit in de Verenigde Staten en alle West-Europese landen